# Bloc d'habitatges a la Vila Olímpica
El Bloc d'habitatges a la Vila Olímpica és una obra de Barcelona inclosa a l'Inventari del Patrimoni Arquitectònic de Catalunya.

## Descripció
El bloc d'habitatges ocupa una illa de cases de l'Eixample truncada per l'avinguda del Bogatell. El cos principal manté la continuïtat de façana del carrer Arquitecte Sert i de l'avinguda Icària, i construeix el xamfrà com una pantalla que dissimula la separació entre dos edificis independents. Dos cossos més petits, amb la mateixa tipologia d'habitatges, restitueixen la diagonal que crea l'avinguda del Bogatell, i la façana que dona a l'avinguda d'Icària s'aparta del carrer per mantenir el caràcter ortogonal.

## Història
Aquest conjunt d'habitatges fou dissenyat pels arquitectes Albert Viaplana, Helio Piñón i Ricard Mercadé, i la seva construcció va finalitzar al 1992. L'arquitectura residencial de la Vil·la Olímpica va ser, en general, molt coherent amb les idees claus de la dècada de 1980, i l'arquitectura urbana de Berlín es va convertir en un gran referent del moment. L'espai públic es convertí en el protagonista de les intervencions arquitectòniques del moment, i la proximitat de la platja aportà un incentiu addicional per potenciar les activitats recreatives de la Vil·la Olímpica. És per aquest motiu que s'hi van construir places, passeigs, jardins, parcs, fonts, hotels i universitats, de manera que la nova Vil·la es convertí en una gran zona d'oci.